# Лахонтан

Приблизна мапа

39°48′ пн. ш. 118°30′ зх. д. / 39.8° пн. ш. 118.5° зх. д.
Лахонта́н — висохле доісторичне плювіальне озеро, що знаходилось на заході сучасних США, на північному заході штату Невада і є частиною Великого Басейну.
Озеро утворилось в плейстоценову льодовикову епоху і досягало великих розмірів. Вода була прісною. Найбільшого розміру досягло 12,7 тисяч років тому — тоді його площа становила 22 тис. км². Глибина озера сягала 290 м.
В післяльодовиковий час, 9 тисяч років тому, озеро висохло, а на його місці збереглись лише численні реліктові озера, з яких більшість солоні, — Пірамід, Волкер. Деякі озера зникли недавно, а деякі зникають і сьогодні. Так в 1930-их роках висохло озеро Віннемукка, а озеро Хані знаходиться на межі пересихання.